# Croce

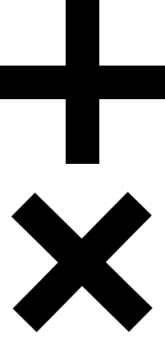
Una croce greca (tutti i bracci della stessa lunghezza), diritta e ruotata di 45 gradi.

Croce patente

Una croce è una figura geometrica che è rappresentata da due linee o barre che si attraversano ad angolo retto o meno, in maniera tale che una di esse (o tutt'e due) venga divisa a metà. È uno dei simboli umani più antichi.

## Etimologia
"Croce" deriva dal latino crux e indica principalmente uno strumento di pena in uso presso gli antichi, soprattutto i Romani. Secondo alcuni a sua volta il vocabolo latino deriva dal fenicio.

## Segni e caratteri in forma di croce
- Nella numerazione romana, il numero 10 si scrive X.
- Il carattere cinese per il numero 10 (vedi numerazione cinese).
- L'obelisco (†).
- Il segno di addizione (+) e il segno di moltiplicazione (×).
- In geometria analitica è il piano cartesiano suddiviso in quattro quadranti.

## La croce come simbolo religioso

### La croce nelle religioni del passato

Ankh egiziano - simbolo di vita e fertilità

In Europa, numerosi rinvenimenti di raffigurazioni a forma di croce datano dell'età della Pietra, fino all'epoca pre-cristiana. Il simbolo di Odino nella mitologia norrena era una croce in un cerchio, chiamata croce celtica.
Simile a una croce ma con un cerchio posto in alto, è anche il simbolo egiziano dell'ankh. L'ankh era il simbolo della vita per l'antica religione egizia, con un forte legame con la riproduzione e la rinascita – come altri simboli di adorazione nel paganesimo antico, aveva a che fare con rappresentazioni sessuali.

### La croce nel cristianesimo

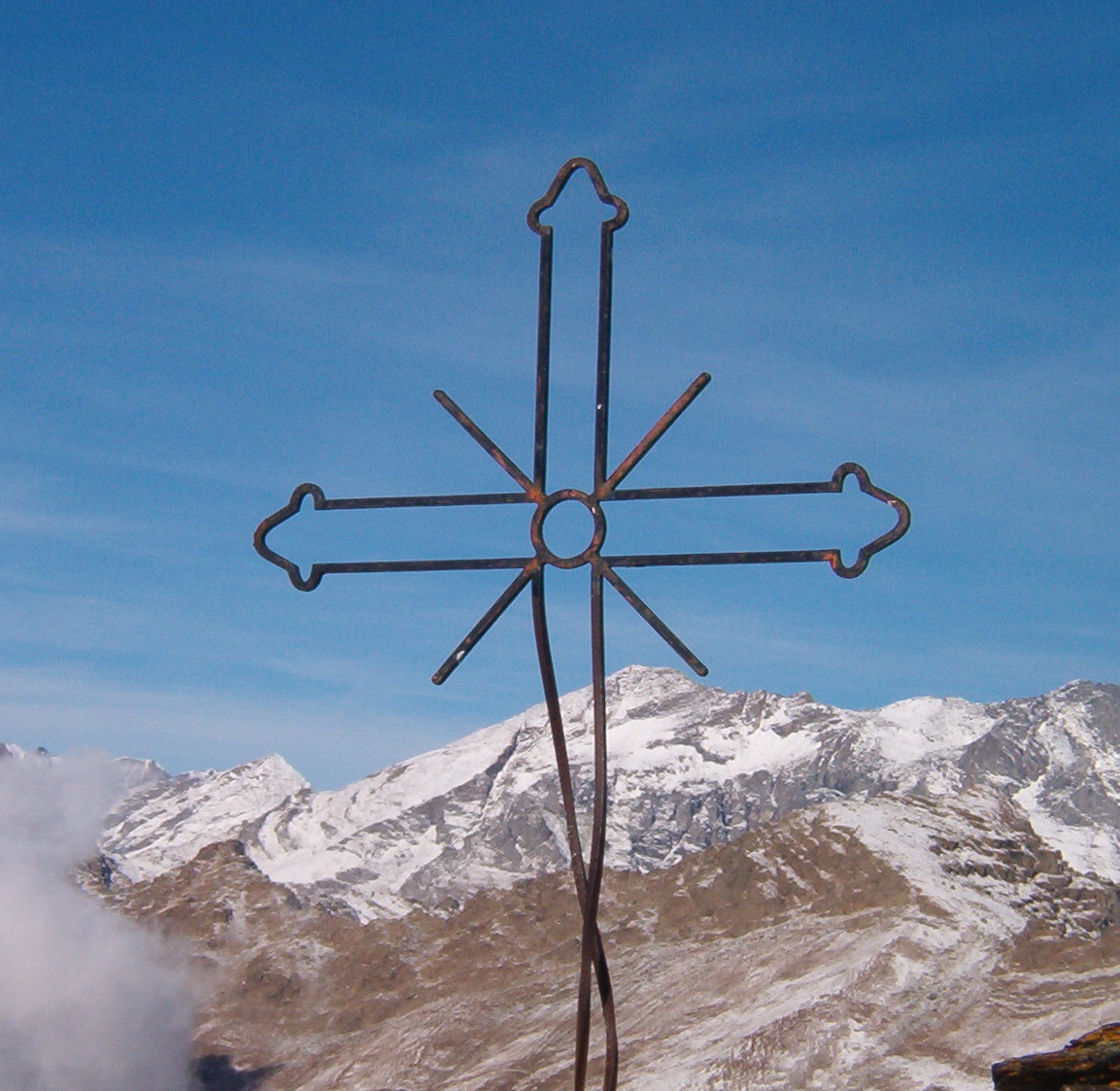
Una croce di vetta: tipico simbolo cristiano posto su tante montagne delle aree di cultura cattolica

La croce è il principale simbolo della religione cristiana e ricorda la crocifissione di Gesù e la salvezza portata dalla sua passione e dalla sua morte. Per la maggioranza dei cristiani la Croce cristiana è quindi un simbolo dell'amore di Dio, in quanto è una rappresentazione della morte che Cristo ha voluto per redimere gli uomini. Il simbolo della croce si impose comunque lentamente tra i cristiani, anche perché anticamente la croce era un simbolo di biasimo (Lettera agli Ebrei, 6,6): il suo uso si diffuse principalmente a partire dal IV secolo, mentre la tradizionale collocazione della croce sull'altare si ebbe a partire dal Medioevo.
Il segno della croce, di uso comune tra i cristiani, può avere più valenze: preghiera, benedizione e altro.
Secondo una leggenda l'albero dal quale fu ricavato il legno della Croce nacque da uno dei tre semi (cedro, cipresso, pino) posto nella bocca di Adamo alla sua morte. Secondo un'altra versione della leggenda, nella bocca di Adamo alla sua morte fu posto un ramoscello dell'Albero della Vita donato al figlio Set dall'Arcangelo Michele, che poi crebbe dando vita ad un nuovo albero.
La croce, sin dall'origine, esprime e simboleggia un'imago mundi corrispondente a uno degli atti dell'uomo, quello di orientarsi sia in senso spaziale temporale, sia nella dimensione trascendente; simbolo trasmesso dalla tradizione, che il Cristianesimo conservò inglobandolo nella propria teologia della Redenzione.
In Lituania esiste la Collina delle Croci con oltre quattrocentomila croci portate da fedeli e pellegrini.

### La croce nell'Islam
Il Corano afferma che Dio non ha lasciato morire Gesù sulla croce, ma che sulla croce ci sia finito un sosia. Gesù invece, in quanto profeta di Dio, sarebbe stato assunto in cielo prima della sua morte. Questa tradizione deriva dal docetismo.
Così, la croce non è un simbolo della religione islamica.

## La croce nelle bandiere nazionali
Varie bandiere hanno la croce, tra di esse quelle di tutti i paesi scandinavi, e molte bandiere nazionali dell'emisfero australe raffigurano la Croce del Sud, una costellazione la cui forma ricorda quella di una croce. Alcuni paesi dell'ex area coloniale Britannica hanno incorporato nella loro bandiere quelle presenti nella bandiera del Regno unito, la Union Jack. Infatti la Union Jack contiene al suo interno la Croce di San Giorgio inglese (croce rossa in campo bianco), la croce di Sant'Andrea scozzese (croce diagonale bianca in campo azzurro scuro), e la croce di San Patrizio irlandese (croce diagonale rossa in campo bianco). La bandiera della Svizzera mostra una croce greca all'interno di un quadrato. L'emblema della Croce Rossa deriva dalla bandiera svizzera, alla quale sono stati invertiti i colori.

Bandiera del Regno Unito
Bandiera del Burundi
Bandiera della Danimarca
Bandiera della Dominica
Bandiera della Finlandia
Bandiera della Georgia
Bandiera della Giamaica
Bandiera della Grecia
Bandiera dell'Islanda
Bandiera di Malta
Bandiera della Norvegia
Bandiera dominicana
Bandiera della Serbia
Bandiera della Slovacchia
Bandiera della Svezia
Bandiera della Svizzera
Bandiera di Tonga
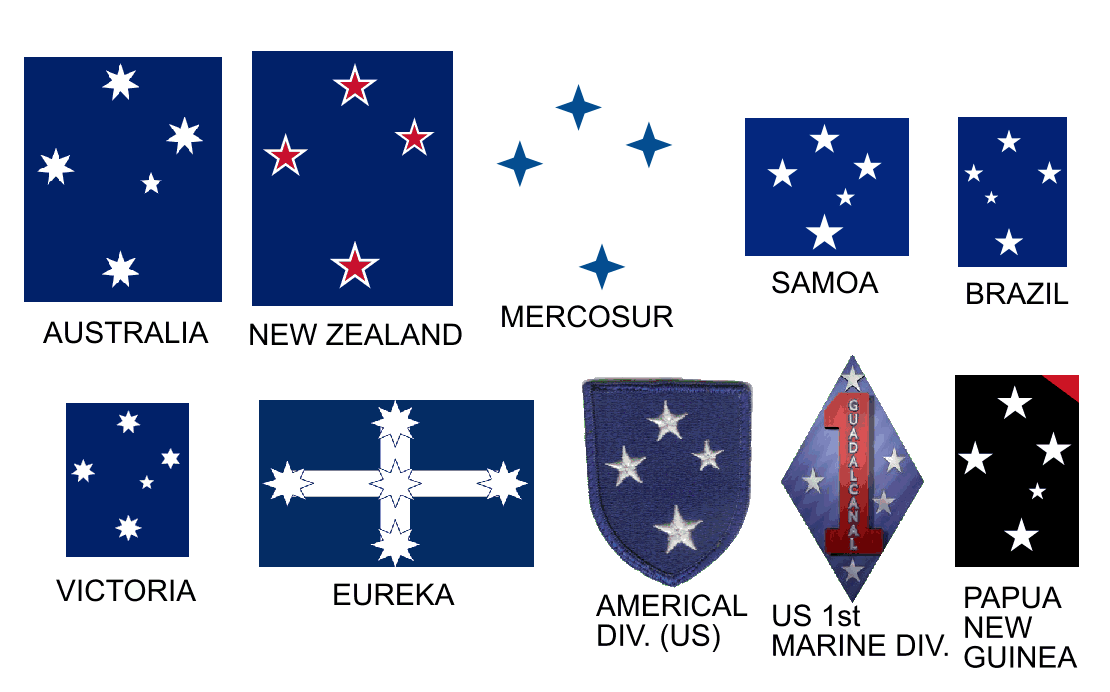
La Croce del Sud appare su diverse bandiere dell'emisfero australe

Bandiera inglese
Bandiera scozzese
Emblema della Croce Rossa
Stemma del Canton Svitto (Schwyz), Svizzera
Bandiera del Portogallo (1095)
Bandiera di Torino
Bandiera di Milano
Bandiera di Marsiglia
Stemma della città di Londra
Bandiera di Barcellona
Bandiera di Amsterdam
Bandiera di Montréal
Bandiera del Québec
Bandiera della Nuova Scozia
Bandiera di Rio de Janeiro
Stemma di Genova

## Architettura
Più edifici religiosi sono a pianta cruciforme
- Croce: tau, latina, greca
- Croce latina

## Araldica
La croce è un simbolo ricorrente nell'araldica. Ad esempio, la "Croce di Lorena" (a volte chiamata pure "Vera Croce") si distingue per il fatto di avere due traversine verticali un po' più corte che la traversina originale che si trova nella parte superiore.

## Astronomia
- La costellazione della Croce del Sud
- La costellazione del Cigno, la Croce del Nord.

## Altri segni simili alla croce
La svastica è una croce con uncini: è un simbolo molto antico che fu adottato nel XX secolo dal Partito Nazionalsocialista Tedesco dei Lavoratori (NSDAP, comunemente noto come Partito Nazista) ed è tuttora un simbolo associato al nazismo e al neonazismo.